# Tilda Newra
Tilda Newra ist eine Stadt im indischen Bundesstaat Chhattisgarh.
Die Stadt ist Teil des Distrikts Korba. Tilda Newra hat den Status eines Municipal Council. Die Stadt ist in 15 Wards gegliedert. Sie hatte am Stichtag der Volkszählung 2011 32.331 Einwohner.
Der Bahnhof von Tilda ist gut an Eisenbahnnetz und Straßen angebunden. Es ist der Hauptbahnhof zwischen Raipur und Bilaspur an der Haora-Mumbai-Linie.